# Canal d'Alajärvi
Le canal d'Alajärvi (finnois : Alajärven kanava) est un canal sans écluse, situé à Varkaus, en Finlande.

## Description
Le canal traverse la péninsule d'Alajärvi du lac Unnukka à  Varkaus.
Construit en  1967. Il fait partie de la voie navigable profonde du Saimaa (fi) qui relie Savonlinna à Kuopio jusqu'à Siilinjärvi.
Le canal a une longueur de  500 mètres, une largeur de 12,6 mètres, et une profondeur de 4,35 mètres.